# Primož Kozmus
Primož Kozmus (* 30. September 1979 in Novo mesto, SFRJ, Jugoslawien) ist ein ehemaliger slowenischer Hammerwerfer, der 2008 Olympiasieger und im Jahr darauf Weltmeister wurde. Zudem ist er Inhaber des slowenischen Landesrekordes.

## Sportliche Laufbahn
Erste Erfahrungen bei internationalen Wettkämpfen sammelte Primož Kozmus im Jahr 1997 bei den Junioreneuropameisterschaften in Ljubljana, bei denen er mit dem 6-kg-Hammer mit einer Weite von 58,14 m in der Qualifikation ausschied. Im Jahr darauf nahm er an den Juniorenweltmeisterschaften in Annecy teil, bei denen er aber ohne einen gültigen Versuch in der Qualifikation ausschied. Auch bei der Sommer-Universiade 1999 in Palma de Mallorca schied er mit 70,11 m in der Qualifikation aus, erreichte anschließend aber bei den U23-Europameisterschaften in Göteborg das Finale, in dem er mit 66,11 m den zwölften Platz belegte. Im Jahr 2000 qualifizierte sich Kozmus erstmals für die Teilnahme an den Olympischen Spielen in Sydney, bei denen er mit einer Weite von 68,83 m aber nicht bis in das Finale gelangte.
2001 schied er bei den U23-Europameisterschaften in Amsterdam mit 68,11 m in der Qualifikation aus und wurde anschließend bei seiner ersten Teilnahme an den Mittelmeerspielen in Tunis mit einem Wurf auf 71,12 m Vierter. Im Jahr darauf nahm er erstmals an den Europameisterschaften in München teil, schied dort aber mit 72,60 m in der Qualifikation aus. 2003 gelangte er dann bei den Weltmeisterschaften in Saint-Denis nahe Paris erstmals bis in das Finale und belegte dort mit einer Weite von 79,68 m den fünften Platz. Anschließend wurde er beim World Athletics Final in Szombathely mit 78,59 m Sechster. Im Jahr qualifizierte er sich erneut für die Olympischen Spiele in Athen, bei denen er mit einem Wurf auf 78,56 m im Finale den fünften Rang erreichte. Anschließend wurde er beim World Athletics Final in Szombathely mit 77,21 m Vierter.
Nachdem er in der Saison 2005 verletzungsbedingt keine Wettkämpfe bestreiten konnte, nahm er 2006 an den Europameisterschaften in Göteborg teil und belegte dort mit einer Weite von 78,18 m den sechsten Platz und erreichte anschließend beim World Athletics Final in Stuttgart mit 76,39 m Rang acht. Im Juni 2007 verbesserte er seinen persönlichen Rekord auf 82,30 m und galt damit als Medaillenkandidat für die Weltmeisterschaften in Osaka, bei denen er den Hammer auf 82,29 m beförderte und damit die Silbermedaille hinter dem Weißrussen Iwan Zichan gewann. Anschließend wurde er beim World Athletics Final in Stuttgart mit 76,78 m Sechster und siegte bei den Militärweltspielen in Hyderabad mit einem Wurf auf 75,98 m. 2008 nahm er bereits zum dritten Mal an den Olympischen Spielen in Peking teil. Dort ging Kozmus im ersten Finaldurchgang in Führung und verbesserte sich im zweiten Durchgang auf 82,02 m. Mit dieser Weite gewann er den Wettkampf und wurde erster slowenischer Olympiasieger in der Leichtathletik. Anschließend siegte er auch beim World Athletics Final in Stuttgart mit 79,99 m.
2009 war er gemeinsam mit dem Ungaren Krisztián Pars Favorit für die Weltmeisterschaften in Berlin, bei denen er sich mit 80,84 m gegen den Polen Szymon Ziółkowski durchsetzen konnte. Damit wurde er auch der erste Slowene, der einen Weltmeistertitel in der Leichtathletik gewinnen konnte. Am 2. September 2009 verbesserte er den slowenischen Rekord auf 82,58 m und siegte anschließend beim World Athletics Final in Thessaloniki mit 79,80 m. Daraufhin verkündete er im Oktober überraschend sein Karriereende, kehrte aber bereits 2010 wieder zum Spitzensport zurück. 2011 qualifizierte er sich abermals für Weltmeisterschaften im südkoreanischen Daegu, bei denen er mit einer Weite von 79,39 m die Bronzemedaille hinter dem Japaner Kōji Murofushi und dem Ungarn Pars gewann. Im Jahr darauf bestritt Kozmus nur zwei Wettkämpfe vor seinen vierten Olympischen Spielen in London, bei denen er mit Saisonbestleistung von 79,36 m im Finale die Silbermedaille hinter Pars gewann. Bei den Weltmeisterschaften 2013 in Moskau wurde er mit einem Wurf auf 79,22 m Vierter und im Jahr darauf erreichte er bei den Europameisterschaften in Zürich mit 77,46 m den sechsten Platz. Am 20. September 2014 bestritt er in Ljubljana seinen letzten internationalen Wettkampf, den er mit 70,66 m auch gewann.
Auch auf nationaler Ebene war Kozmus sehr erfolgreich; so sicherte er sich zwischen 1999 und 2004 sowie 2006, 2008 und 2009, 2011 sowie 2013 und 2014 den slowenischen Meistertitel im Hammerwurf.

## Auszeichnungen
- Sportler des Jahres: 2007, 2008, 2009
- Bloudek-Plakette: 2007
- Bloudek-Preis: 2008
- Red za zasluge: 2009